# St.-Kasimir-Kirche (Kaunas)

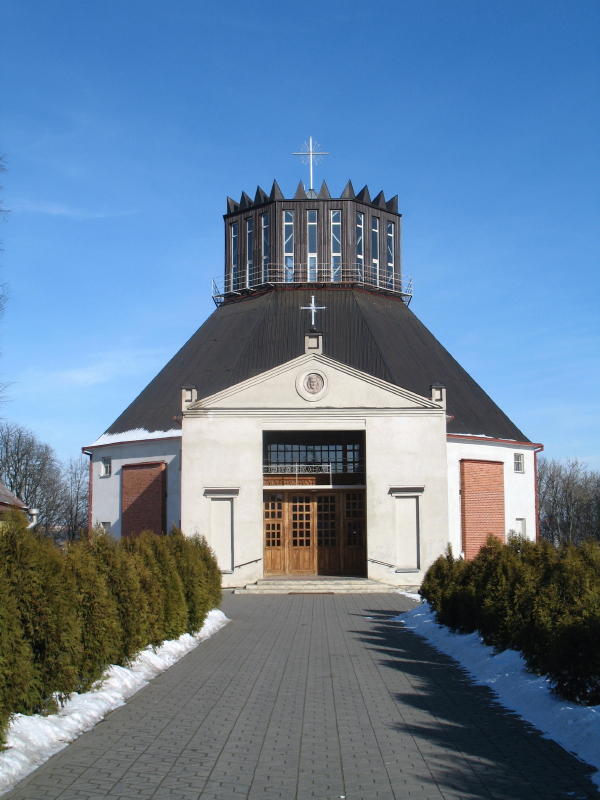
St.-Kasimir-Kirche

St. Kasimir (lit. Aleksoto Šv. Kazimiero bažnyčia) ist die katholische Kirche in Aleksotas, einem Stadtteil von Kaunas, Litauen, und gehört zum Bistum Vilkaviškis. Sie ist nach dem heiligen Kasimir benannt.
Die heutige Kirche entstand in den 1990er Jahren nach der Wiedererlangung der Unabhängigkeit Litauens und ist besonders durch ihre oktogonale Krone markant. Sie ersetzte eine auf dem gleichen Grundstück noch vorhandene Holzkirche im Stil des Volksbarock, die 1921 unter Leitung des Priesters Juozas Vyšniauskas gebaut worden war. 